# Ole Berg Getz
Ole Berg Getz, född 28 oktober 1881 i Kristiania (nuvarande Oslo), död juli 1952, var en norsk militär.
Ole Berg Getz var son till Alfred Getz. Han blev infanteriofficer 1902, major 1930 samt överste och chef för Nord-Trøndelag infanteriregemente 1937. Som chef för 5:e brigaden förde han befäl över de norska styrkor, som efter den tyska invasionen kunnat mobiliseras och föras samman nordost om Trondheim. I striderna mot tyskarna samverkade Getz med brittiska och franska styrkor, som landsattes i Namsos. Efter de allierades tillbakadragande såg sig Getz tvingad begära vapenstillestånd den 3 maj 1940. Getz gav ut boken Fra krigen i Nord-Trøndelag 1940 (Oslo 1940), översatt till svenska samma år, Kriget i Norge, samt till tyska året efter, Die Flucht aus Namsos (Berlin 1941). Enligt en notis i Norsk Tidend anslöt sig Getz till Nasjonal Samling 1941.